# Brooke Elliott

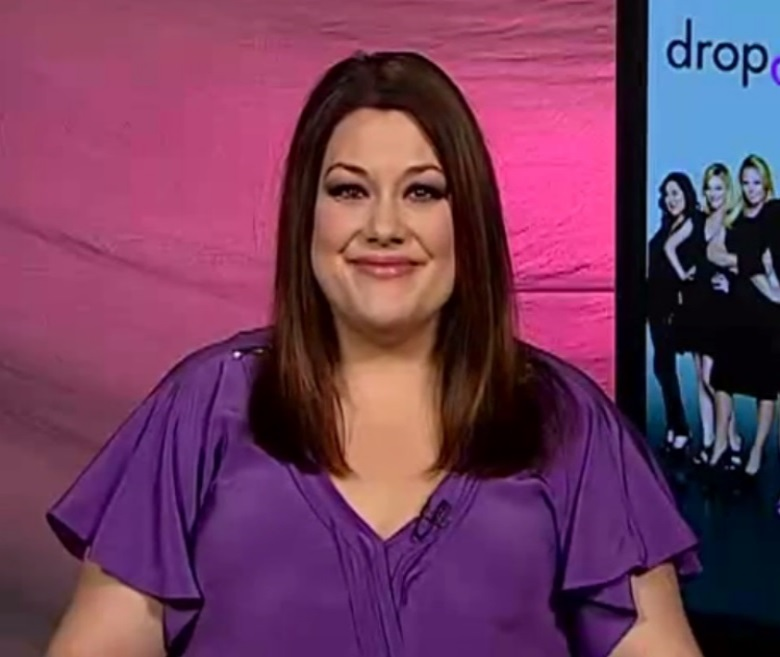
Brooke Elliott

Brooke Elliott (Minnesota, 31 de Outubro de 1974) é uma atriz norte-americana formada pela Western Michigan University.
Já atuou na Broadway em Beauty and the Beast, Pirate Queen, Taboo and Wicked. Até 2014, Brooke interpretava Jane Bingum, na série Drop Dead Diva, que foi transmitida pelo canal Lifetime nos EUA. E em Portugal o titulo da série é "De Corpo e Alma".

## Carreira e Vida
Elliott nasceu no dia 16 de novembro de 1974 em Fridley, Minnesota, filha de Robert e de Kathleen Elliott. Ela tem uma irmã, Jamie Alexander, e um irmão, Adam Elliott. Devido a uma oportunidade de trabalho para o seu pai, Brooke mudou-se para Riverview, Michigan. Na sua formatura ela cantou 'Friends' por Michael W. Smith. Desde então Brooke foi para a Western Michigan University, 1998.
Ela praticou o canto e apareceu em vários shows na Broadway como: A Bela e a Fera, The Pirate Queen, Taboo e Wicked.